# Guilherme VIII da Aquitânia
Guilherme VIII da Aquitânia (Castelo de Chizé, 1024 — 25 de setembro de 1086) foi também duque da Gasconha e conde de Poitiers (como Guilherme VI). 
Foi filho de  Guilherme V da Aquitânia e de sua terceira esposa Inês da Borgonha, filha de Otão-Guilherme da Borgonha, duque da Borgonha.
Batizado com o nome de Guido, era chamado de Guido-Godofredo (em francês: Gui-Geoffrei) por referência a seu padrasto Godofredo II Martel. Em 1058, após a morte de seu irmão Guilherme VII, ele sucedeu-lhe nos títulos de Duque da Aquitânia e Conde de Poitiers. Para tomar posse de Poitou mudou seu nome para Guilherme, sendo então o VIII da Aquitânia e o VI de Poitou.

## Relações familiares
Casou-se três vezes, a primeira em janeiro de 1044 com Garsenda de Périgord, que lhe deu como dote o direito ao ducado da Gasconha. Não tiveram filhos. Ele a repudiou em 1058. 
Do segundo casamento, com Matilde de La Marche, de quem se separou em 1068 teve uma filha: 
1. Inês, que se casou com Afonso VI de Castela, porém não tiveram filhos.

Do terceiro casamento, em 1069 com Hildegarda da Borgonha, filha de Roberto I, Duque da Borgonha, teve: 
1. Hugo
2. Guilherme IX da Aquitânia O Trovador, que foi Duque da Aquitânia e casado quatro vezes, a primeira com Ermengarda de Anjou, a segunda com Mahaut-Philippa de Toulouse, a terceira com Maubergeonne de L'Isle-Bouchard e a quarta com Berta.
3. Inês da Aquitânia, que se casou com Pedro I de Aragão.
4. Beatriz, que pode ter sido a quinta esposa de Afonso VI de Castela, sem descendência.